# Ray of Hope (Beverly Hills, 90210)
Ray of Hope is de dertigste aflevering van het zesde seizoen van het tienerdrama Beverly Hills, 90210, die voor het eerst werd uitgezonden op 15 mei 1996.

## Verhaal
Het gaat David en Donna voor de wind, ze zijn populair bij hun bazen van het platenlabel. Erik heeft een nieuwe zanger waar ze een nieuwe videoclip voor mogen maken, Ray Pruit. Donna krijgt het even benauwd als ze deze naam hoort en staat niet meteen te springen om een clip te maken voor hem. Als David en Donna Ray gaan ontmoeten willen ze zeggen dat ze het niet willen doen, maar als Ray binnenkomt dan wordt het meteen duidelijk dat Ray is veranderd. Hij is nu verloofd met Wendy en is rustiger geworden en kijkt uit naar de samenwerking met David en Donna. Nu de zaken er anders voor staan willen ze wel gaan samenwerken met Ray. Donna vertelt dit tegen Joe en die is toch niet zo positief hierover. Joe heeft ook nieuws namelijk dat hij besloten heeft dat hij stopt met spelen als quarterback en teruggaat naar zijn geboorteplaats, Beaver Falls. Hij wil daar gaan werken op zijn oude school als footballtrainer. Donna krijgt dit te horen van Joe en Joe vraagt haar om mee te gaan en vraagt haar ten huwelijk. Dit is een grote vraag voor Donna en ze zegt nog geen ja of nee en wil erover denken. Na veel denken besluit ze in Los Angeles te blijven en verteld dit tegen Joe, die teleurgesteld is maar het wel kan begrijpen.
Clare wordt helemaal gek van Steve die nu gewond is en alle aandacht vraagt. Carl komt langs en neemt Clare mee uit om haar te verlossen. Carl praat met haar over vroeger toen hun ouders veel met elkaar optrokken, en ook dat zijn moeder wilde dat Clare en Carl later met elkaar zouden trouwen. Carl heeft een verrassing voor Steve, hij wil een groot feest geven voor Steve als hij 21 wordt, maar weigert te vertellen wat hij van plan is. Als Steve weer beter wordt verklaard dan is iedereen weer blij, vooral Clare die nu niet meer voor hem hoeft te zorgen.
Nu Colin nog steeds op de vlucht is worden de problemen voor Valerie steeds groter. Nat krijgt er ook problemen mee omdat hij samen met Valerie zakenpartners zijn. Als de man van de borgstelling langs komt vertelt hij dat ze nog 180 dagen de tijd hebben om Colin te vinden anders zijn ze hun zaak kwijt. Valerie vraagt aan Brandon of hij Kelly wil vragen om te helpen aangezien zij misschien kan weten waar Colin kan zitten, vooral omdat zij weet wie zijn drugsdealer is. Kelly gaat akkoord alleen omdat Nat in de problemen zit. Kelly zoekt de drugsdealer op om hem te vragen of hij weet waar Colin is, ze krijgt een nummer van de semafoon die Colin bij heeft. Colin heeft deze semafoon omdat de dealer een vals paspoort regelt voor hem en dus bereikbaar moet zijn. Kelly belt naar dit nummer en ze wachten af, eindelijk belt hij terug en ze spreken af in een motel. Daar aangekomen lichten ze de politie in om hem op te pakken, maar Colin is er niet en de politie pakken de dealer op die daar zit. Ze beseffen dat ze voor de gek zijn gehouden.

## Rolverdeling
- Jason Priestley - Brandon Walsh
- Jennie Garth - Kelly Taylor
- Ian Ziering - Steve Sanders
- Brian Austin Green - David Silver
- Tori Spelling - Donna Martin
- Tiffani Thiessen - Valerie Malone
- Joe E. Tata - Nat Bussichio
- Kathleen Robertson - Clare Arnold
- Jason Wiles - Colin Robbins
- Jamie Walters - Ray Pruit
- Michael Durrell - Dr. John Martin
- Emma Caulfield - Susan Keats
- Cameron Bancroft - Joe Bradley
- Michael Woolson - Erik Budman
- Nick Kiriazis - Prins Carl